# Fierville-les-Mines
Fierville-les-Mines es una población y comuna francesa, situada en la región de Baja Normandía, departamento de Mancha, en el distrito de Cherbourg-Octeville y cantón de Barneville-Carteret.

## Demografía
| 412 | 338 | 322 | 284 | 245 | 252 |
| Para los censos de 1962 a 1999 la población legal corresponde a la población sin duplicidades (Fuente: INSEE [Consultar]) |     |     |     |     |     |